# My World (album de Justin Bieber)
Pour les articles homonymes, voir My World.
My World est la première moitié du premier album studio en deux parties du chanteur canadien Justin Bieber. Cette première partie est sortie le 17 novembre 2009 aux États-Unis et la seconde partie sortira courant mars 2010. La sortie française est prévue le 22 mars 2010, elle sera constituée d'un double CD contenant les deux parties de l'album. L'album a reçu dès sa sortie des critiques positives et a terminé 6e au classement du Billboard 200 à la suite de la vente, durant la première semaine, de 137 000 exemplaires de l'album aux États-Unis. Cette vente constitua à l'époque la meilleure première vente pour un nouvel artiste en 2009, jusqu'à ce que Susan Boyle batte le record avec son album I Dreamed a Dream. Au Canada, l'album a démarré à la première place du Canadian Albums Chart et a été certifié disque de platine. Aux États-Unis, moins de deux mois après sa sortie, l'album a été certifié disque de platine par la RIAA.
Justin Bieber est le premier artiste solo de l'histoire de la Billboard à avoir eu au moins quatre singles dans le Billboard Hot 100 avant la sortie de son premier album.

## Contexte
La carrière de Justin Bieber commença sur YouTube après qu'il eut posté, avec sa mère, des vidéos de lui tournées durant une compétition de chant à Stratford, afin que sa famille et ses amis, ne pouvant pas venir le voir, puissent assister à ses prestations. Finalement, alors que sa popularité sur YouTube grandissait, il fut découvert par son futur manager Scooter Braun. Scooter emmena Justin à Atlanta où il rencontra Usher. Une semaine plus tard, Justin eut l'opportunité de chanter pour Usher, qui s'intéressa immédiatement à lui. Usher lui organisa alors une audition avec L.A. Reid, le président de Island Records, qui lui permit de signer un contrat d'enregistrement avec l'Island Records. D'après certaines informations, Justin Timberlake était sur le point de signer un contrat pour enregistrer une chanson avec Justin mais a finalement décidé de signer avec Usher. Usher a décrit Justin au public comme étant « un jeune phénomène » et a ajouté qu'« il était sans aucun doute une priorité pour l'Island Def Jam et lui-même ».
Dans une interview avec JSYK d'AOL, il a déclaré en réponse à une question à propos du titre de son album : « Je ne pouvais réellement le décrire que de cette manière. C'est tellement d'éléments de mon monde »,. Quand on l'a interrogé sur sa musique, Justin a répondu : « Je pense que les personnes plus âgées peuvent apprécier ma musique car lorsque je chante, j'y mets tout mon cœur, et ce n'est pas à l'eau de rose. Je pense que je peux grandir en tant qu'artiste et que mes fans grandiront avec moi ».

## Structure musicale, style et paroles
L'album est globalement du genre R&B à influence pop et est comparé musicalement au travail d'artistes comme Michael Jackson, Stevie Wonder, Chris Brown, Usher et Ne-Yo. L'album standard peut être divisé en deux parties distinctes. Une première partie constituée de One Time, Favorite Girl, Bigger et Love Me, dont le son R&B/POP est plutôt joyeux. Et une autre partie plus lente, constituée de First Dance, One Less Lonely Girl, et Down to Earth, ayant une simple tonalité R&B. Le magazine américain Entertainment Weekly a appelé cette différence dans l'album « ballades doucereuses du premier amour et confiseries ordinaires de la danse-pop ».
Les paroles de cet album sont inspirées des problèmes que l'on rencontre lors de l'adolescence et des histoires d'amours. Down to Earth, écrit par Justin Bieber avec l'aide de Midi Mafia, est fondée sur l'expérience que Justin a vécue lors du divorce de ses parents. Justin a déclaré lors d'une interview au magazine américain Billboard que Down to Earth « est une ballade racontant les sentiments que j'ai ressentis lorsque mes parents se sont séparés, et racontant comment j'ai aidé ma famille à se sortir de cette situation. Je pense que beaucoup d'enfants ont connu la séparation de leurs parents, et ils devraient savoir que ce n'est pas à cause de quelque chose qu'ils ont fait. J'espère que des personnes pourront s'identifier à cette situation ». Concernant One Less Lonely Girl, Justin a déclaré à MTV News : « je pense qu'il est vraiment important que ces filles aient quelque chose qui leur permette d'être une One Less Lonely Girl ».

## Promotion
Au cours de l'été et l'automne de 2009, Justin a fait une tournée pour promouvoir son premier single. Il s'est surtout rendu dans plusieurs stations de radio et y a principalement chanté. Il se rendit par exemple à American Top 40, Z100 et a Radio Disney. Au niveau international, il est apparu sur le programme européen The Dome et y a interprété One Time. À la télévision, il est apparu plusieurs fois en tant qu'invité spécial dans MuchMusic sur YTV, a été un des présentateurs des MTV Video Music Awards 2009 et a chanté lors de la tournée VMA sur mtvU. Il a chanté One Time et One Less Lonely Girl pendant la finale de l'émission canadienne The Next Star le 26 septembre 2009. Le 12 octobre 2009, Justin a fait sa première apparition à la télévision aux États-Unis sur une chaine différente de MTV quand il interpréta One Time, Favorite Girl et One Less Lonely Girl lors du Toyota Concert Series sur Today Show. Beaucoup de fans ont campé devant le bâtiment afin d'assister au concert, et ce plus de trente-deux heures avant que Justin ne commence sa prestation, il a alors surpris les fans qui étaient sur place. Malgré les grandes mesures de sécurité déployées pour ce concert, les barrières de sécurité ont presque été détruites. La foule pour the Today concert était la plus grande que l'émission ait connu durant l'année, y compris pour le concert Miley Cyrus. Justin Bieber est apparu et a chanté dans l'émission The Ellen DeGeneres Show les 3 et 17 novembre 2009, dans It's On with Alexa Chung le 19 novembre, dans The Wendy Williams Show le 27 novembre et dans 106 and Park le 10 décembre 2009, aux côtés de Rihanna. En plus de ses apparitions dans des talk-shows, il apparaît dans True Jackson, VP quelques jours avant la sortie de l'album,. Au cours de l'hiver 2009, Justin a commencé une nouvelle tournée de promotion aux États-Unis.
Le 20 décembre 2009, Justin a chanté Someday at Christmas de Stevie Wonder devant le président des États-Unis Barack Obama, et sa femme lors de la traditionnelle fête de Noël de la Maison-Blanche,. Il a également été l'un des invités de Dick Clark's New Year's Rockin' Eve le 31 décembre 2009. Le 12 janvier 2009, pendant la promotion de l'album au Royaume-Uni, Justin a interprété une version acoustique de One Time et un solo de batterie dans BBC Blue Peter.

### Urban Behavior Tour
Tournées par Justin Bieber
My World Tour (2010)
Justin a commencé une tournée, parrainé par Urban Behavior, qui devait commencer le 1er novembre 2009. Cependant, en raison d'une maladie, Justin a été incapable d'assister à la date d'ouverture à Vancouver.
Dates de la tournée
| Date                                       | Ville                           | Lieu               |
| ------------------------------------------ | ------------------------------- | ------------------ |
| 1er novembre 2009 (reporté à janvier 2010) | Vancouver, Colombie-Britannique | Metrotown          |
| 3 novembre 2009                            | Edmonton, Alberta               | West Edmonton Mall |
| 4 novembre 2009                            | Montréal, Québec                | Eaton Centre       |
| 5 novembre 2009                            | London, Ontario                 | White Oaks Mall    |
| 6 novembre 2009                            | Toronto, Ontario                | Vaughan Mills      |

Justin a rejoint Taylor Swift lors de son passage au Royaume-Uni pour deux dates de sa tournée Fearless Tour, le 23 novembre et le 24 avril 2009.

### Tournée 2010
Justin a confirmé qu'il organisera sa première grande tournée courant 2010. Les dates de la tournée se trouvent sur le site officiel de Justin Bieber. La tournée se déroulera de juin à septembre 2010,.

## Singles
One Time, premier single de l'album, est sortie le 7 juillet 2009 en version digital et est sortie un peu plus tard sur les radio américaines. La chanson est sortie en tant que premier single de Justin début janvier au Royaume-Uni. La chanson a reçu des critiques globalement positives qui applaudissent sa production, le chant et la qualité de ses paroles. Le single a été certifié disque de platine au Canada et quintuple disque de platine aux États-Unis,. Dans le clip vidéo de ce sigle, on voit Justin organiser une fête avec un de ses amis, Ryan Butler, dans la maison d'Usher.
One Less Lonely Girl, second single de l'album, est sortie exclusivement sur iTunes le 6 octobre 2009. En novembre 2009, le single est sortie sur d'autres sites de téléchargement légal et sur les radios américaines. Les critiques ont été plutôt positif. En atteignant la 10e et la 16e place aux Hit-Parades canadien et américain et en se classant dans le top 30 des Hit-Parades allemand, belge et autrichien. One Less Lonely Girl est le titre de l'album ayant obtenu les meilleurs résultats dans les Hit-Parades. Dans le clip du single, Justin tente de séduire une fille, qui a oublié un de ses vêtements dans la laverie du coin, en créant un jeu de piste.
Love Me, troisième single de l'album, est sortie exclusivement sur iTunes. Une des titres les plus appréciées de l'album, la critique a salué l'ambiance électro-club de la piste. La meilleure position du sigle dans les Hit-Parades américain et canadien a été respectivement la 27e place et la 17e place.
Favorite Girl, quatrième et dernier single de l'album, est sorti exclusivement sur iTunes. Il a atteint la 15e place au Hit-Parade canadien et la 26e place au Hit-Parade américain.

## Réception

### Réponse commerciale
L'album a débuté à la sixième place du Billboard 200. Bien que l'album n'ait débuté qu'à la sixième place du Billboard américain, un total de plus de 137 000 exemplaires de l'album ont été vendus durant la première semaine, constituant à l'époque la meilleure première vente pour un nouvel artiste en 2009. Toutefois, la semaine suivante, le record a été battu par la sortie de I Dreamed a Dream de Susan Boyle. L'album est retombé à la quatorzième place durant la deuxième semaine, mais est remonté à la douzième place la troisième semaine. La quatrième semaine, l'album a été vendu plus de 97 000 fois ce qui lui a permis de remonter jusqu'à la huitième place du Billboard 200. Les ventes de l'album ont continué à progresser au cours de la cinquième semaine avec 130 012 exemplaires vendus, ce qui lui permit de rester à la huitième place. Au cours de la sixième semaine, l'album est monté jusqu'à la septième place à la suite de la vente de 157 000 exemplaires, plus que ce qui a été vendu pendant la première semaine. La septième semaine, l'album a atteint sa meilleure position dans le Billboard 200 en atteignant la sixième place après la vente de 52 000 exemplaires supplémentaires. L'album a été certifié disque d'or aux États-Unis par la RIAA le 14 décembre 2009 puis disque de platine le 8 janvier 2010 à la suite de la vente de plus d'un million d'exemplaires aux États-Unis. Il est maintenant certifié triple disque de platine aux États-Unis.
L'album a eu une entrée éblouissante au Canadian Albums Chart en se classent la première semaine à la première place, et s'est aussi classé à la dix-huitième place des Hit-Parades autrichien et allemand,, à la trente-neuvième place du Hit-Parade suisse, à la cinquante-deuxième place du Hit-Parade néerlandais et à la vingt-quatrième place du Hit-Parade belge de Flandre et à la cinquante-cinquième du Hit-Parade belge de Wallonie. La sortie européenne en novembre de l'album lui permit de se classer à la soixante-et-unième place de l’European Top 100 Albums. Après que l'album sortit et se classa à la quatrième place du Hit-Parade au Royaume-Uni et à la douzième place du Hit-Parade en Irlande, il a atteint la seizième place de l’European Top 100 Albums. L'album a également atteint la vingt-huitième place du Hit-Parade mexicain et la soixante-dix-neuf place du Hit-Parade australien.

### Réponse des critiques
My World a reçu des critiques globalement positives. Selon le magazine musical Metacritic, l'album a reçu des critiques plutôt favorables, avec un score moyen de 65 points sur 100. Mikael Wood de l’Entertainment Weekly a donné un B- à My World, en disant que « les ballades doucereuses du premier amour et les concoctions ordinaires de dance-pop » n'étaient pas surprenantes. Toutefois, il a applaudi les chansons comme par exemple Love Me, la qualifiant de « killer electro-glam groove » et, globalement, recommande l'album, en espérant que les « fanfaronnades » de Justin continuent de s'améliorer avec l'âge. Ashante Infantry de Toronto Star a donné à l'album 3,5 étoiles sur 4, en disant que Justin sonne comme un « jeune Chris Brown », et en disant de l'équipe de production que « les auteurs-compositeurs ont trouvé la bonne combinaison entre le hip-hop et les paroles d'amour pour le chanteur canadien à la voix pubescente », Allmusic a donné à l'album 3,5 étoiles sur 5, en comparant Justin à Chris Brown et Ne-Yo, et a dit de l'album qu'il était « un ensemble de chansons qui ne sont pas d'une très grande qualité, mais que le chanteur s'en sort mieux que bien grâce à un charme qui lui est propre et à ses capacités naturelles », Rolling Stone a donné à l'album 3 étoiles sur 5, et applaudit le titre First Dance en ajoutant : « qui peut nier First Dance, chanson où Usher emmène Justin au bal de promo afin que lui et sa « Bieblette » puissent « se balancer d'avant en arrière sous la boule disco » »,. Billboard magazine a donné une critique positive de l'album, disant de la voix de Justin qu'elle est « autant celle d'un adolescent que ceux-ci sont désarmants de maturité ». Le magazine, comme l'ont fait les autres magazines, a félicité Justin sur son panache et sur le caractère poignant de Down to Earth, et lui a prédit plus de succès dans l'avenir, en affirmant : « il n'est guère difficile d'imaginer que Justin accumulera plus de tubes au cours de la prochaine décennie », Down to Earth, une ballade mid-tempo fondée sur l'expérience que Justin a vécue avec le divorce de ses parents, est acclamée par l'ensemble des critiques. The Boston Globe, qui a donné à l'album une critique mitigée, dit que Down to Earth est la meilleure chanson de l'album. The New York Times a décrit cette chanson, ainsi que One Less Lonely Girl, comme étant « élémentairement belle et sérieuse »,.

## Titres
| 1. | One Time                      | Tricky Stewart, The-Dream, James Bunton, Corron Cole, Thabiso Nkhereanye                                      | C. Stewart, Kuk Harrell, J. Bunton, C. Cole | 3:35 |
| 2. | Favorite Girl                 | Antea Birchett, Anesha Birchet, Dernst Emile II, Delisha Thomas                                               | D. Emile II                                 | 4:16 |
| 3. | Down to Earth                 | Justin Bieber, Midi Mafia, Mason Levy, Carlos Battey, Steven Battey                                           | Midi Mafia                                  | 4:05 |
| 4. | Bigger                        | Justin Bieber, Midi Mafia, Dapo Torimiro, Lonny Breaux                                                        | Midi Mafia, Dapo Torimiro                   | 3:17 |
| 5. | One Less Lonely Girl          | Ezekiel Lewis, Balewa Muhammad, Sean Hamilton, Hyuk Shin, Usher Raymond IV                                    | E. Lewis, B. Muhammad, S. Hamilton, H. Shin | 3:49 |
| 6. | First Dance (featuring Usher) | Justin Bieber, Usher Raymond IV, Jesse "Corparal" Wilson, Ryan Lovette, Dwight Reynolds, Alexander Parhm, Jr. | Pretty Boi Fresh                            | 3:42 |
| 7. | Love Me                       | Peter Svensson, Nina Persson                                                                                  | DJ Frank E                                  | 3:12 |

| 8. | Common Denominator (U.S., Canadian and Australian iTunes bonus track) | Justin Bieber, Lashaunda "Babygirl" Carr                                                                | L. Carr                                     | 4:02 |
| 9. | One Less Lonely Girl (French Adaptation; Canadian release only)       | Ezekiel Lewis, Balewa Muhammad, Sean Hamilton, Hyuk Shin, Usher Raymond IV; translation: Andrée Watters | E. Lewis, B. Muhammad, S. Hamilton, H. Shin | 3:48 |

## Personnel
| - Ian Allen - business affairs - Zack Atkinson – art direction & design - Chris Baldwin – Poster Photography - A.J. Benson – A&R - Justin Bieber – Lead and background vocals, writing. - Antea Birchett – writer, producer - Anesha Birchett – writer, producer - Lonny Breaux – writer, producer - Scooter Braun –executive producer - Lashaunda “Babygirl” Carr – writer, producer - Leesa D. Brunson – A&R - DJ Frank E – producer - Blake Eiseman – recording - Dernst Emile II – producer, writer - Jaycen Joshua-Fowler – mixing - Pretty Boi Fresh – producer - Taylor Graves –background vocals - Christy Hall – production assistant - Sean P. Hamilton – producer, writer - Kuk Harrell – producer, writer - Rosalind Harrel – A&R consultant - Christopher Hicks – album producer - Daria Hines – styling - Doug Joswick – package production - Chris Kraus – recorder - Ezekiel Lewis – producer, writer - Giancarlo Lino – mixing assistant - Pamela Litky – Photography - Ryan Lovete – producer, writer - Bill Malina – vocal production - Bonnie McKee – background vocals | - Balewa Muhammad – producer - Terius Nash – producer, writer - Waynne Nugent – producer, writer - Steve Owens – A&R consultant - Dave Pensado – mixing - Nina Persson – writer - Vanessa Price – grooming - Yolanda Ray – A&R - Usher Raymond IV – Vocals, executive producer, producer, writer - Antonio “LA” Reid– executive producer - Dwight “Skrapp” Reynolds – writer, keyboard - Kevin Risto – producer - Aaron Rosenburg – legal counsel - Todd Russell – art direction & design - Gabriella Schwartz – marketing - Hyuk Shin – producer - Tashia Stafford – A&R - Jeremy Stevenson – recording - Christopher "Tricky" Stewart – producer, writer, - Tim Stewart – guitar - Peter Svennsson – writer - Brian Thomas – recording - Dapo Torimiro – producer, writer - Antionete Trotman – business affairs - Andrée Watters – writer - Bruce Waynne – producer - Jesse Wilson – producer, writer - Andrew Wuepper – mixing assistant - Nicole Wyskoarko – business affairs |

## Clips vidéos
Cette liste regroupe les clips de My World.
1. One Time
2. One Less Lonely Girl

## Classement
| Année | Album                                                                                         | Classements positions | Classements positions | Classements positions | Classements positions | Classements positions | Classements positions | Classements positions | Classements positions | Classements positions | Classements positions | Classements positions | Classements positions | Classements positions | Classements positions | Classements positions | Ventes        |
| Année | Album                                                                                         | U.S.                  | CAN                   | R-U                   | IRL                   | AUS                   | NZ                    | BEL                   | SUI                   | AUT                   | DAN                   | FRA                   | SUE                   | NOR                   | EU                    | Monde                 | Ventes        |
| ----- | --------------------------------------------------------------------------------------------- | --------------------- | --------------------- | --------------------- | --------------------- | --------------------- | --------------------- | --------------------- | --------------------- | --------------------- | --------------------- | --------------------- | --------------------- | --------------------- | --------------------- | --------------------- | ------------- |
| 2009  | My World - 1er album studio - Sortie : 17 novembre, 2009 - Formats : CD, Téléchargement légal | 6                     | 1                     | 4                     | 11                    | 79                    | -                     | 24                    | 39                    | 18                    | 52                    | -                     | -                     | -                     | 16                    | 9                     | - : 2 000 000 |

## Certifications
| Pays                    | Certification | Ventes/Équivalence |
| ----------------------- | ------------- | ------------------ |
| Allemagne (BVMI)        | Platine       | 200 000            |
| Autriche (IFPI Austria) | Platine       | -                  |
| Canada (Music Canada)   | 2 × Platine   | 160 000            |
| États-Unis (RIAA)       | 3 × Platine   | 3 000 000          |
| Royaume-Uni (BPI)       | 2 × Platine   | 600 000            |

## Historique de sortie
| Pays         | Date             | Label           |
| ------------ | ---------------- | --------------- |
| États-Unis   | 17 novembre 2009 | Island Records  |
| Canada       | 17 novembre 2009 | Universal Music |
| Australie    | 20 novembre 2009 | Universal Music |
| Royaume-Uni, | 18 janvier 2010  | Mercury Records |
| France       | 22 mars 2010     | Island Records  |